# أنت وكل شيء آخر
أنت وكل شيء آخر (بالكورية: 은중과 상연) هو مسلسل كوري جنوبي قادم، بطولة كيم غو أون، بارك جي هيون، كيم غون وو، يروي قصةً معقدةً وحنونةً لصديقين مقربتين، صداقةً تجمع بين الحب والألم، تشابكت حياتهما منذ صغرهما. في كل فصل - يقضيان وقتًا ممتعًا في المدرسة، ويشجعان بعضهما البعض، ويشعران بالغيرة الصامتة، ويتبادلان كلماتٍ لا يمكنهما التراجع عنها. من المقرر عرضه على نتفليكس في 12 سبتمبر 2025.

## ملخص
تتتبع القصة اون جونغ وسانغ يون، صداقتهما منذ أيام دراستهما وحتى العشرينيات والثلاثينيات من عمرهما، موضحةً كيف تتغير علاقتهما مع مرور الوقت. في الثانية والأربعين من عمرهما، يلتقيان مجددًا في مواجهة تحدٍّ كبير: معركة سانغ يون مع السرطان. تغوص القصة المؤثرة في ماضيهما المشترك، ومسار حياتهما المنفصلين ليصبحا كاتبة سيناريو والاخرى مخرجة أفلام، والتأثير الدائم الذي تركاه في حياة بعضهما البعض.

## طاقم
- كيم غو أون في دور روي أون-جونغ[2]
- بارك جي هيون في دور تشون سانغ يون[2]
- كيم جون وو في دور كيم سانغ هاك[2]

## الإنتاج
في فبراير 2025 ، كشفت نتفليكس عن تشكيلة الدراما الكورية الإصلية لعام 2025، ومن ضمنها "انت وكل شيء آخر" . وهو أحد مشاريع كاكاو إنترتينمنت لعام 2025 ، وتولت إنتاجه شركتها التابعة لوجس فيلم.
المسلسل من أخراج جو يونغ مين، تشمل اعماله هل تحب برامز ؟ (2021)، فهم الحب (2022). وكتابة سونغ هاي-جين، التي كتبت مسلسل سيئول الجميلة (2008)، تركت الابتسامة عينيك (2018).

## روابط خارجية
- أنت وكل شيء آخر على موقع IMDb (الإنجليزية)
- أنت وكل شيء آخر على موقع نتفليكس (الإنجليزية)
- أنت وكل شيء آخر على هانسينما